# 東金球友倶楽部
東金球友倶楽部（とうがねきゅうゆうくらぶ）は、千葉県東金市に本拠地を置き、日本野球連盟に所属する社会人野球のクラブチームである。

## 概要
2000年に、東金市ならびに近隣市町村の野球愛好家によってクラブチームが立ち上げられ、チーム名の変更もなく、現在に至っている。
当時千葉県に存在していた七つのクラブチームの中では最古参となるが、実力的にはなかなか上位を脅かす存在とはならないでいた。
2004年には、初めて都市対抗野球千葉県1次予選で3位に食い込み、南関東2次予選に進出したが、初戦敗退に終わった。
2011年2月2日、活動休止になる。

## 設立・沿革
- 2000年 - 『東金球友倶楽部』として設立、日本野球連盟に加盟
- 2011年 - 活動休止